# Itio in partes
Itio in partes er et latinsk udtryk der betyder retten til at dele sig i partier.
Det var betegnelsen for den bestemmelse ved den westfalske fred, at der i Rigsdagen i det tysk-romerske rige, når det drejede sig om religiøse spørgsmål, ikke skulle træffes beslutning ved simpelt flertal, men at de evangeliske og katolske rigsstænder skulle dele sig i to partier og beslutningen først blive gyldig ved flertal både i Corpus Catholicum og Corpus Evangelicum (betegnelserne for de to partier). 
Da begge partier efter eget skøn kunne udøve denne itionsret (jus eundi in partes), så snart de fandt, at sagen berørte religiøse anliggender, var der rig lejlighed til at vanskeliggøre og forhindre istandbringelse af rigsdagsbeslutninger.